# Aluminomagnesiohulsita
La aluminomagnesiohulsita és un mineral de la classe dels borats que pertany al grup de la pinakiolita. Rep el seu nom en al·lusió al domini de l'alumini a la seva composició i per la seva relació química amb la magnesiohulsita.

## Característiques
La aluminomagnesiohulsita és un borat de fórmula química Mg₂AlO₂(BO₃). Va ser aprovada com a espècie vàlida per l'Associació Mineralògica Internacional l'any 2002. Cristal·litza en el sistema monoclínic. Es troba en forma de prismes diminuts arrodonits, de fins a 0,1 mil·límetres, inclosos en ludwigita fibrosa. La seva duresa a l'escala de Mohs és 6. És l'espècie amb alumini dominant anàloga a la magnesiohulsita.
Segons la classificació de Nickel-Strunz, l'aluminomagnesiohulsita pertany a «06.AB: borats amb anions addicionals; 1(D) + OH, etc.» juntament amb els següents minerals: hambergita, berborita, jeremejevita, warwickita, yuanfuliïta, karlita, azoproïta, bonaccordita, fredrikssonita, ludwigita, vonsenita, pinakiolita, blatterita, chestermanita, ortopinakiolita, takeuchiïta, hulsita, magnesiohulsita, fluoborita, hidroxilborita, shabynita, wightmanita, gaudefroyita, sakhaïta, harkerita, pertsevita-(F), pertsevita-(OH), jacquesdietrichita i painita.

## Formació i jaciments
Va ser descoberta a Nalednoye, a la conca del riu Yana, a Verkhoyansk (Sakhà, Rússia), l'únic indret on ha estat descrita, on es troba associada a altres minerals com la pertsevita-(F), la ludwigita i la calcita.